# Alfred Schröder (Historiker)

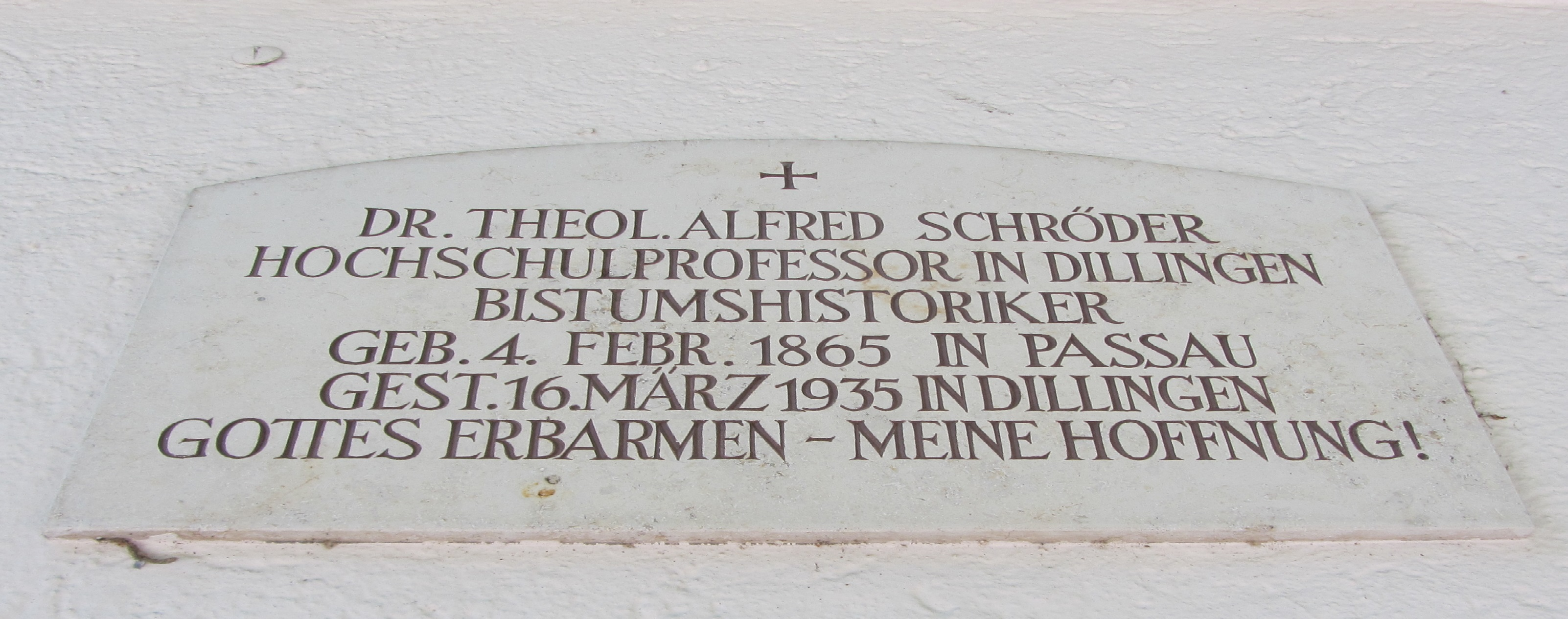
Gedenkplatte Alfred Schröder auf dem Hermanfriedhof Augsburg

Alfred Schröder (* 4. Februar 1865 in Passau; † 16. März 1935 in Dillingen an der Donau) war ein deutscher katholischer Geistlicher, Kirchenhistoriker und Kunsthistoriker.

## Leben
Nach dem Besuch des Gymnasiums bei St. Stephan studierte er in Dillingen und München bis zur Priesterweihe 1887. 1890 wurde er Stadtkaplan bei St. Moritz in Augsburg, 1891 Ordinariatsarchivar, seit 1898 als Professor für Geschichte und Kunstgeschichte an die Philosophisch-Theologische Hochschule Dillingen berufen. Er führte die von Antonius von Steichele begonnene Beschreibung des Bistums Augsburg fort. Bekannt ist die von ihm geschaffene Karte des Bistums. Schröder unterzeichnete 1933 das Bekenntnis der deutschen Professoren zu Adolf Hitler.

## Schriften (Auswahl)
- Die Domkirche zu Augsburg. 1900
- Der Archidiakonat im Bistum Augsburg. 1921